# Dictyobia semivitrea
Dictyobia semivitrea är en insektsart som först beskrevs av Léon Abel Provancher 1889.  Dictyobia semivitrea ingår i släktet Dictyobia och familjen sköldstritar. Inga underarter finns listade i Catalogue of Life.